# Кауцаро (Кампобасо)
Кауцаро је насеље у Италији у округу Кампобасо, региону Молизе.
Према процени из 2011. у насељу је живело 53 становника. Насеље се налази на надморској висини од 639 м.